# Potentilla strigosa
Potentilla strigosa är en rosväxtart som beskrevs av Pall. och Frederick Traugott Pursh. Potentilla strigosa ingår i Fingerörtssläktet som ingår i familjen rosväxter. Utöver nominatformen finns också underarten P. s. alpestris.